# Aguilar de Campoo
Aguilar de Campóo är en kommun i Spanien. Den ligger i provinsen Provincia de Palencia och regionen Kastilien och Leon, i den norra delen av landet, 270 km norr om huvudstaden Madrid. Antalet invånare är 7 203.